# Кук, Монте
Монте Кук (англ. Monte Cook; р. 29 января 1968) — профессиональный разработчик настольных ролевых игр и писатель, наиболее известен как один из авторов 3-й редакции правил Dungeons & Dragons.

## Биография
В 1988 году Монте Кук начал профессионально заниматься разработкой игр. В компании Iron Crown Enterprises он в качестве редактора, разработчика и дизайнера занимался ролевыми играми Rolemaster и Champions. В 1994 году он был принят на работу в TSR, Inc. и работал на сеттингом Planescape, а также руководствами по AD&D второй редакции. После приобретения TSR компанией Wizards of the Coast Кук переехал в Сиэтл и стал одним из ведущих разработчиков D&D. Совместно с Джонатаном Твитом и Скипом Уильямсом он работал над третьей редакцией D&D, вышедшей в 2000 году. Одна из трёх базовых книг третьей редакции, Dungeon Master’s Guide, была написана в основном Куком и удостоилась похвалы от Гэри Гайгэкса, разработчика оригинальной D&D.
В 2001 году Кук покинул Wizards of the Coats и вместе с женой Сью основал собственную компанию Malhavoc Press, которая занялась выпуском по открытой лицензии игровых приложений на базе d20, ролевой системы, лежащей в основе правил третьей редакции D&D. В 2007 году Кук выпустил свою версию правил для игры по популярному сеттингу Мир Тьмы. Монте Кук входил в команду разработчиков игры Pathfinder RPG, выпущенной издательством Paizo в августе 2009 года. Эта игра представляет собой выпущенную по открытой игровой лицензии ревизию третьей редакции D&D, которая создавалась как альтернатива неоднозначно воспринятой сообществом любителей ролевых игр четвёртой редакции D&D. В команде разработчиков Кук выступил консультантом по игровой механике и написал введение к основной книге правил.
В 2011 году Кук вернулся в Wizards of the Coast. 20 сентября 2011 года было объявлено, что он будет вести колонку Legends & Lore на официальном сайте компании. В январе 2012 года Кук был утверждён ведущим дизайнером новой редакции правил D&D, однако уже в апреле он покинул компанию из-за разногласий с её руководством.
В августе 2012 года Кук начал сбор средств через сайт Kickstarter на свою новую ролевую игру Numenera, которая представляла собой смесь фэнтези, научной фантастики и пост-апокалипсиса. Проект собрал более 500 тысяч долларов (при том, что Кук изначально поставил цель в 20 тысяч). Выход игры состоялся в августе 2013 года. Также Numenera легла в основу новой компьютерной ролевой игры Torment: Tides of Numenera, которая разрабатывается студией inXile Entertainment и является духовным продолжением культовой Planescape: Torment.
За годы своей работы в индустрии ролевых игр Кук написал более сотни игровых руководств и был удостоен множества наград в этой сфере, среди которых ENnies Awards, Pen & Paper fan awards, Nigel D. Findley Memorial Award, Origins Awards и другие.
Монте Кук учился на курсах Clarion West для начинающих писателей-фантастов. Он написал два художественных романа, The Glass Prison (по фэнтези-сеттингу Forgotten Realms, 1999 год) и Of Aged Angels (по хоррор-сеттингу The Dark Matter, 2001 год), а также обзор известных теорий заговора The Skeptic’s Guide to Conspiracies (2009 год). Кроме того, Кук писал короткие рассказы в жанре фэнтези и стал автором комикса по собственному сеттингу Ptolus.